# Пизолитус
Пизо́литус (лат. Pisolithus) — род грибов-гастеромицетов семейства ложнодождевиковых.
Все виды рода Pisolithus несъедобны.
Длительное время род Pisolithus, как и все представители семейства Sclerodermataceae, относился к порядку агариковые наряду с настоящими дождевиками. Однако недавние филогенетические исследования позволили с уверенностью отнести грибы семейства Sclerodermataceae к порядку болетовых. Также выдвигаются предложения о целесообразности выделения рода Pisolithus в отдельное семейство Pisolithaceae, наряду с Sclerodermataceae, Astraeaceae, Boletinellaceae и другими семействами входящее в подпорядок Sclerodermatineae.
Наиболее известным представителем рода является пизолитус красильный.

## Названия
Родовое название Pisolithus происходит от греческих слов πίσος (pisos) — «горох» и λίθος (lithos) — «камень».
Название впервые дано в 1805 г. в работе «Conspectus Fungorum in Lusatiae superioris».
Научные синонимы:
- Pisocarpium Link, 1809
- Pisomyces Fr., 1817
- Polypera Pers., 1818

и др.
Русские названия: пизолит.

## Описание и экология
Наземные грибы-гастеромицеты среднего или крупного размера; плодовые тела с ложной ножкой, реже сидячие, прикреплённые к почве корневидными мицелиальными тяжами, шаровидные или грушевидные. Стерильное основание отсутствует. Вольва отсутствует. Перидий очень тонкий, при созревании гриба разрушается, обнажая споровую массу. Глеба лакунарного типа, состоит из чётко различимых округлых камер-перидиолей; у зрелых грибов тёмноокрашенная, превращается в споровый порошок. Капиллиций отсутствует. Споры округлые, окрашенные, с шипами или бородавочками.

## Сходство с другими грибами
Упоминается сходство грибов рода Pisolithus с грибами-гастеромицетами рода сетчатоголовник (Dictyocephalos) порядка тулостомовых. Данные грибы отличаются от пизолитусов толстым, жёстким перидием и деревянисто-волокнистой ложной ножкой, у основания которой заметны остатки экзоперидия (вольва). Камеры-перидиолы в глебе не выражены.

## Список видов
В роде всего 12 видов, из которых наиболее известен пизолитус красильный:
| Биноминальное название                               | Год  | Распространение                                                                       | Примечания                                                                |
| ---------------------------------------------------- | ---- | ------------------------------------------------------------------------------------- | ------------------------------------------------------------------------- |
| Pisolithus abditus Kanch., Sihan., Hogetsu & Watling | 2003 | Таиланд.                                                                              | Открыт в 2003 г.                                                          |
| Pisolithus albus (Cooke & Massee) Priest             | 1998 | Эндемик Австралии; интродуцирован в других странах (Испания, Китай, Марокко и т. д.). |                                                                           |
| Pisolithus arenarius Alb. & Schwein.                 | 1805 |                                                                                       | Часто упоминается как синоним Pisolithus tinctorius (Pers.) Coker & Couch |
| Pisolithus aurantioscabrosus Watling                 | 1995 | Полуостров Малакка.                                                                   | Под деревьями вида Shorea parvifolia.                                     |
| Pisolithus australis (Lév.) E. Fisch.                | 1900 | Австралия.                                                                            |                                                                           |
| Pisolithus hypogaeus S.R. Thomas, Dell & Trappe      | 2003 | Эндемик Австралии.                                                                    | Растёт на песчаной почве под эвкалиптами.                                 |
| Pisolithus indicus Natarajan & Senthil.              | 2005 | Карнатака, Индия.                                                                     | Растёт в симбиозе с ватерией индийской.                                   |
| Pisolithus kisslingii E. Fisch.                      | 1906 | Суматра.                                                                              |                                                                           |
| Pisolithus marmoratus (Berk.) E. Fisch.              | 1900 | Австралия, Новая Зеландия.                                                            |                                                                           |
| Pisolithus microcarpus (Cooke & Massee) G. Cunn.     | 1931 | Австралия.                                                                            | Образует микоризу с эвкалиптами.                                          |
| Pisolithus pisiformis (Lloyd) Rick                   | 1961 |                                                                                       |                                                                           |
| Pisolithus tinctorius (Pers.) Coker & Couch          | 1928 | Голарктика.                                                                           | Типовой вид.                                                              |

## Источник
- Alexander Hanchett Smith. Puffballs and their allies in Michigan. — University of Michigan Press: 1951 — pp. 131 (стр. 105).